# André d'Espinay
André d'Espinay (Champeaux, 1451 – Parigi, 10 novembre 1500) è stato un abate, arcivescovo cattolico e cardinale francese.
Di nobile famiglia, era figlio di Riccardo d'Espinay e di Beatrice di Montauban.

## Biografia
Laureatosi in diritto canonico, fu canonico a Bordeaux e venne eletto arcivescovo dell'arcidiocesi nel 1479. Nel 1483 ricevette la nomina ad abate di Saint-Wandrille de Fontenelle
Nel 1488 divenne arcivescovo di Lione, mantenendo però anche la guida di quella di Bordeaux.
Papa Innocenzo VIII lo creò cardinale nel concistoro del 9 marzo 1489 con il titolo dei cardinale presbitero dei Santi Silvestro e Martino ai Monti. Nel 1490 fu nominato abate commendatario dell'Abbazia di Sainte Croix di Bordeaux, carica che tenne fino al 1499.
Nel 1492 papa Alessandro VI lo nominò legato apostolico in Francia.
Dal 1499 alla morte fu anche amministratore apostolico dell'arcidiocesi di Aix-en-Provence.
Alla morte, avvenuta a Parigi, la sua salma venne inumata nella chiesa dei Celestini di quella città.

## Conclavi
Durante il cardinalato di André d'Espinay ebbe luogo un solo conclave: quello del 1492 che elesse papa Alessandro VI, cui per altro egli non prese parte.